# 일본전신전화공사
일본전신전화공사(일본어: 日本電信電話公社 니폰덴신덴와코샤[*], Nippon Telegraph and Telephone Public Corporation)는 일본전신전화공사법에 의해 설립된 일본 공법상의 특수법인이다. 현재의 일본전신전화 주식회사(NTT), NTT 그룹의 전신이며 약칭은 '전전공사'(일본어: 電電公社 덴덴코샤[*])이다.

## 개요

### 메이지 시대에서 태평양전쟁 때까지의 전신·전화 사업
1868년, 관영 전신 사업이 결정되어 1869년에 도쿄와 요코하마 간의 전신 서비스가 개시되었다. 그 후, 1876년에 알렉산더 그레이엄 벨에 의해 전화기가 발명되어 1877년에 일본 공부성이 전화기를 수입하고 실험을 실시해, 전화기의 국산화에 착수했다.
1890년, 일본 체신성에 의해 도쿄시, 요코하마시 및 도쿄 시와 요코하마 시간의 전화 교환 서비스가 개시되어 전신·전화는 체신성에서 운영·관리되게 되었다. 1943년, 체신성과 일본 철도성을 통합해 운수통신성이 설치되어 전신·전화의 사업은 운수통신성의 외국 통신원이 소관하는 일이 되었다. 그 후, 1945년, 운수통신성의 외국 통신원은 내각 소속 부국으로서 체신원이 되었다.

### 태평양전쟁 후의 전신·전화 사업

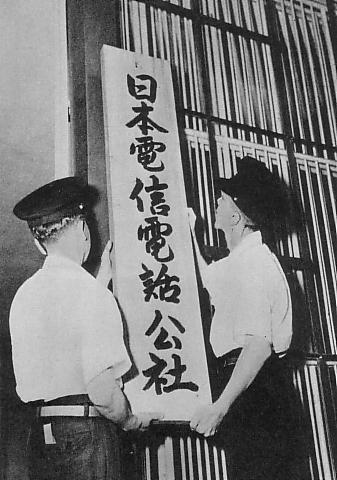
발족 당시의 현판식

태평양전쟁 후의 전재에 의한 전신·전화 설비의 부흥을 목표로 전기 통신사업 체제의 재편을 했다. 1946년에 체신원을 폐지했다. 1947년에는 국제 무선 전신·전화 설비의 건설과 보수를 사업으로 한 국제전기통신 이 GHQ의 재벌 해체지시에 의해 해산되어 일본 체신성에 동사의 국제통신 설비와 인원이 이관되었다. 1949년,이것에 의해 체신성은 일본 우정성과 전기 통신성으로 분할되어 국내· 국제 전신전화 사업과 설비를 소관하기에 이르렀다.

### 일본전신전화공사 설립
그 후의 전신전화 업무의 확대와 전기·통신사업의 기업적 효율성의 도입에 의한 공공의 복지에 도움이 되는 운용을 실시하기 위해 1952년에 공법상의 특수법인으로서 일본전신전화공사가 설립되었다. 설립의 심의의 과정에 대해 국제전화 업무를 분리해 특수회사로 하는 안도 있었지만 전기 통신 대신인 사토 에이사쿠가 「공공기업체 이행의 준비를 진행시키고 있다.」 고 말해 국제전화의 별도의 회사화에 대해 심의를 계속하는 형태로,동 공사가 국내와 국제의 전신·전화 업무를 소관하게 되었다.
자본금은 전기 통신사업 특별 회계의 자산과 부채의 차액(182억 엔 남짓)과 전액 정부의 출자금으로 충당했다. 그 후, 오키나와섬이 일본에 반환된 1972년에 류큐전신전화공사의 자본금(6.1억)을 추가해 출자되었다. 또,국제 전신전화 업무는 동 공사 설립의 다음 해인 1953년에 국제 전신전화 주식회사법의 특수 회사로 설립된 국제 전신전화 주식회사(일본어: 国際電信電話 코쿠사이덴신덴와[*], Kokusai Denshin Denwa, KDD)에 이관되었다.

### 통신의 자유화와 공사의 민영화
1985년에 공중 전기통신법은 전기통신 사업법으로 개정되었다. 이것에 의해 동 공사의 민영화와 전기 통신사업에의 신규 참가 및 전화기나 회선 이용 제도의 자유화가 인정되었다. 동 공사의 민영화 이전에는 국내의 통신(전보,전용선 등),통화(전화) 업무를 단독으로 행했다.
이것에 수반해, 1987년에 국제 전신전화 주식회사, 일본텔레콤,일본고속통신 3사가 장거리 전화 서비스에 참가했다. 전화 사업의 독점적 환경아래 양적 확대의 시대는,경쟁 환경하에 있어서의 질적 고도화의 시대라고 하는 스테이지로 이행했다. 덧붙여 민영화 때 「지방에서는 전화국이 폐지·무인화되는 것은 아닌가」「과소지에서 전화를 이용할 수 없게 되는 것은 아닌가」라는 우려섞인 반대 의견이 나왔다(전화국의 폐지는 없었지만,창구의 폐지·전화만의 접수의 이행은 2000년대 초반부터 행해지고 있다).

### 공중 전기통신 역무
동 공사가 업무로 하고 있던 공중 전기통신은 1953년 8월 1일 시행된 공중 전기통신법에 의해 일본전신전화공사 및 국제 전신전화 주식회사가 역무로 하는 것이 자명의 것으로 해 정의되고 있었다. 공중 전기통신 역무를 "전기통신 설비를 이용해 타인의 통신을 매개해,그 외 전기통신 설비를 타인의 통신의 용도로 제공하는 것"이라고 정의하고,전보의 종류,전화의 종류 외 요금 자체도 정해져 있었다.

### 사업의 내용 및 추이
사업 내용은 일본전신전화공사법 3조에 의해「공중 전기통신 업무 및 부대 업무」라고 되어있다. 이 업무는 전화 서비스,전신 서비스(전보·가입 전신),데이터 통신 서비스,전용 서비스로 대별된다.
- 전화 서비스
  - 전화 서비스의 확충을 도모하는 것을 목표로 해, 1953년도 이후 전신전화 확충개량 5개년 계획을 실시했다. 이 계획은 가입 전화의 적체해소,전국 자동 즉시화를 목표로 제5차 5개년 계획에 대하고,수요 충족율 91%로 거의 달성되었다. 1978년부터 1982년까지 6차 계획을 실시했다.
- 전신 서비스
  - 전화 서비스의 보급에 수반해,전보 서비스는 1963년을 정점으로 수요가 감소하는 경향이 되었다. 가입 전신 서비스(텔렉스)는 기업의 정보 취득 용도로 순조로운 성장을 나타냈지만,팩시밀리 단말의 보급등에 수반해 수요가 감소하는 경향이 되었다.
- 데이터 통신 서비스
  - 1971년의 공중 전기통신법의 개정에 의해 전용 데이터 서비스(특정 기업체 등의 수요에 응한다),전용 데이터 통신 서비스(특정 기업체 등의 수요에 응한다),가입 데이터 통신 서비스(불특정 다수의 수요에 응한다)로 해 법정 업무로서 제도화되었다.

### 재무·회계
일본전신전화공사는 사업년도마다 예산을 우정대신에게 제출해,내각의 결정·국회의 의결을 거쳐 정부로부터 성립의 통지를 받았다. 또 결산기에 대해 재무제표의 승인을 받았다. 한편,자금의 차입 외,정부 보증채인 전신전화 채권의 발행을 실시해,정부의 대출이나 채권 인수,국고 여유금의 일시적 사용,외화채무에 걸리는 채무보증이 인정되었다.

### 예산의 범위
- 예산의 수속
  - 사업계획,자금계획,그 외 참고 자료를 우선 우정대신에게 제출한다. 우정대신은 대장대신과 협의한 후 조정을 실시해,내각의 결정을 도모해,정부 관계기관 예산의 하나로서 나라의 예산과 함께 내각에 의해서 국회에 제출된다. 국회의 의결 예산에 근거해 4분기 마다 자금 계획을 실시해 우정대신,대장대신, 일본 회계검사원에 제출한다. 대장대신은 자금계획에 대해 상한을 설정할 수 있었다.
- 손익계정
  - 사업 수입은 전신 수입,전용 수입,잡수입으로 된다. 지출 계산은 인건비,영업비,보수비,이자급채무 취급 제비용 등으로 되는 사업 지출을 산정하고,수지 차액은 채무 상환,건설 등의 재원과 자본 계산에 끌어당길 수 있다.
- 자본계산
  - 수입으로서는 내부 자금으로서의 손익계정,외부 자금으로서의 설비료, 전신전화 채권,차입금이 있다. 1965년 예산으로는 내부 자금 54：외부 자금 46이었다. 1978년 예산으로는 내부 자금 62：외부 자금 38으로 외부 자금에 의한 조달이 증대하고 있다. 이러한 형태로 조달된 자금은 채권 및 차입금 등 상환이나,국제 전신전화 주식회사의 주식 보유,우주개발 사업단의 출자나,건설 재원으로서 건설 계산에 끌어당길 수 있다.

### 약칭·슬로건
일본전신전화공사의 영문 약칭은 NTT이다. 「NTT」라고 하는 호칭은 민영화 때에 만들어진 것이 아니고,공사 시대부터 이미 사용되고 있었다. 덧붙여 현재의 NTT의 로고 마크 등은 민영화시에 만들어졌다. 덧붙여서,민영화 이전의 1980년대 초반에「NTT」라고 하는 약칭이 CM에서 사용되고 있었던 적이 있다. 그것과 같은 시기에 「더 서로 이해할 수 있는,내일에.(もっとわかりあえる、明日へ。)」(그 이전에는「전화의 저쪽은,어떤 얼굴(電話のむこうは、どんな顔)」)이라는 슬로건이 광고 매체에서 사용되고 있었다.

## 조직
일본전신전화공사의 경영은 경영위원회 아래에 총재,부총재,이사,감사의 멤버로 행해지고 있었다.
- 경영위원회
  - 일본전신전화공사가 실시하는 예산이나 사업 계획 책정 등 중요 사항을 결정하는 기관이다. 멤버는 의회의 승인을 얻어 내각에 의해서 임명되어 무보수로 되어 있었다. 임기는 4년.
- 총재
  - 경영위원회의 동의를 거치고,내각이 임명을 했다. 일본전신전화공사의 업무 집행과 경영 책임이 부과되어 있었다. 국회(체신 위원회 등)에서 공사의 업무 설명,보고 등을 실시할 의무도 있었다. 임기는 4년.
- 부총재
  - 경영위원회의 동의를 거치고,내각이 임명을 했다. 임기는 총재와 같은 4년. 총재의 직무를 보좌하는 것이 부과되어 있었다. 그러나 총재로부터의 임명권은 없고,자주 인사에 대한 문제가 일어났다. 초대 총재인 가지이 쓰요시는 직무상 직접 임명을 하는 기사장(기술 부문의 톱)을 부총재와 동격으로 하려고 했지만 실각했다.
- 이사
  - 총재,부총재를 보좌하는 역할을 가지고 있었다. 실질적으로는 각각의 부국에 있어서의 직장(국장)이 근무했다. 멤버는 5명 - 10명으로,총재가 임명했다. 임기는 2년.
- 감사:경영위원회에 의해 임명되었다. 임기는 3년.

### 역대 총재·부총재

#### 총재
| 대수 | 이름            | 재임 기간               | 비고                                        |
| ---- | --------------- | ----------------------- | ------------------------------------------- |
| 초대 | 가지이 쓰요시   | 1952년 8월 - 1958년 9월 | 공학박사,전 NEC 사장                        |
| 2대  | 오하시 하치로   | 1958년 9월 - 1965년 4월 | 전 체신차관,전 NHK 회장                     |
| 3대  | 요네자 와시게루 | 1965년 4월 - 1977년 1월 | 공학박사                                    |
| 4대  | 아키쿠사 도쿠지 | 1977년 1월 - 1981년 1월 | 미쓰이 물산출신                             |
| 5대  | 신토 히사시     | 1981년 1월 - 1985년 3월 | IHI(당시의 이시카와지마 하리마 중공업) 출신 |

#### 부총재
| 대수 | 이름            | 재임 기간               | 비고                       |
| ---- | --------------- | ----------------------- | -------------------------- |
| 초대 | 우쓰보 쓰토무   | 1952년 8월 - 1958년 9월 | 후에 KDD 사장으로 취임     |
| 2대  | 요코타 시노부   | 1958년 9월 - 1962년 9월 | 전기 통신성(경리 국장)출신 |
| 3대  | 요네자 와시게루 | 1962년 9월 - 1965년 4월 |                            |
| 4대  | 아키쿠사 도쿠지 | 1965년 4월 - 1977년 1월 |                            |
| 5대  | 기타하라 안테이 | 1977년 1월 - 1985년 3월 | 후에 NTT 부사장으로 취임   |

## 연혁
- 1949년 - 체신성이 폐지되어 전기 통신성과 우정성으로 분리. 업무 승계.
- 1952년 - 전기 통신성이 폐지되어 일본전신전화공사 설립. 업무 승계.
- 1953년 - 국제 전신전화 업무를 국제 전신전화 주식회사에 이관. 제１차 5개년 계획 개시.
- 1955년 - 케롯그 사제 크로스바 교환기를 설치(다카사키 국,구라가노 국,안나카 국)
- 1956년 - 국산 C41형 LS크로스바 교환기,C51형 TLS 크로스바 교환기 도입. 도쿄-오사카간에서 가입 전신 서비스(텔렉스)개시
- 1957년 - 긴키 일본철도의 특급으로 열차 공중전화 서비스 개시.
- 1958년 - 제２차 5개년 계획 개시.
- 1960년 - C81형 시외 중계 크로스바 교환기(대국용 표준형)의 도입. 일본국유철도의 특급 고다마로 열차 공중전화 서비스 개시.
- 1962년 - 600형 전화기 도입.
- 1963년 - 제3차 5개년 계획 개시
- 1964년 - 도카이도 신칸센 열차 공중전화 서비스 개시
- 1965년 - 도쿄와 전국 도도부현간의 자동 즉시화 완료.
- 1966년 - C400형(LS/TLS) 크로스바 교환기 도입.
- 1967년 - 전국 현청 소재지 상호간의 자동 즉시화 완료
- 1968년 - 제4차 5개년 계획 개시. 도쿄 23구 내에서 무선호출기 서비스 개시. 전국지방은행협회 데이터 통신시스템의 서비스 개시.
- 1969년 - 버튼식 전화기 도입. 단축 다이얼 서비스 개시. DEX-2 전자 교환기 도입(우시고메 국).
- 1970년 - 일본 만국 박람회에서 영상전화 및 무선전화 테스트. 판매 재고 서비스(DRESS) 개시.
- 1971년 - 과학기술 계산 서비스(DEMOS) 개시.
- 1972년 - D10형(LS/TLS) 전자 교환기 도입
- 1973년 - 제５차 5개년 계획 개시. 팩시밀리 단말 판매 개시
- 1978년 - 제6차 5개년 계획 개시. 가입 전화의 적체해소.
- 1979년 - 전화의 전국 자동 즉시화 완료. 자동 내항 선박전화 서비스 개시. 도쿄 23구 내에서 자동차 전화 서비스 개시. DDX망(회선교환)의 서비스 개시. 전자식 PBX(EP20형)의 판매 개시.
- 1980년 - DDX망(패킷데이터 교환)의 서비스 개시.
- 1981년 - 팩시밀리 통신망 서비스 개시.
- 1982년 - 동전· 전화카드 겸용 공중전화의 설치 개시.
- 1983년 - D70형 디지털 교환기의 도입.
- 1984년 - 가정 설치형 TV 회의 시스템 판매 개시. 무사시노,미타카 지구에서 INS 모델 시스템 실험 개시. 고속 디지털 전송 서비스 및 위성통신 서비스 개시. 캡틴 비디오텍스 통신 서비스 개시.
- 1985년 - 수신자 부담 전화 서비스 개시. D70형 디지털 교환기의 도입. 전기 통신사업 참가,단말 설비의 자유화. 일본전신전화공사 폐지되어 일본전신전화 주식회사 설립. 업무 승계.

### 전신전화 확충개량 5개년 계획
- 제１차 5개년 계획:1953년도 - 1957년도
  - 전재에 의해 거의 괴멸한 전신전화 설비의 보급,가입 전화의 가설 촉진,시외 통화나 전보 서비스의 개선.
- 제２차 5개년 계획:1958년도 - 1962년도
  - 전국번호 계획 및 전화망 기본계획의 수립,사무용 전화의 수급 개선,농촌 등의 지역 집단이나 농촌 공중전화의 보급,근접 도시간의 시외 통화의 즉시화.
- 제3차 5개년 계획:1963년도 - 1967년도
  - 도시와 지방간의 전화 수급의 시정,현청 소재지 상호간의 시외 통화 다이얼화,농촌 등의 전화 보급,합병 시읍면의 전화 서비스 개선.
- 제4차 5개년 계획:1968년도 - 1972년도
  - 시외 통화의 다이얼화,데이터 통신 서비스 등의 신서비스 개발,재해 특별 대책을 위한 시외 교환기의 분산 설치 등,그 외 신규 서비스(자동차 전화, 통화 중 대기 등) 개발.
- 제５차 5개년 계획:1973년도 - 1977년도
  - 전국 규모로 가입 전화의 적체해소,광역 시분 제도의 실시,데이터 통신(캡틴 비디오텍스)서비스의 개발,전보 제도의 근대화.
- 제6차 5개년 계획:1978년도 - 1982년도
  - 화상 통신(화상 전화)서비스 제공,광섬유·고도 정보통신 시스템(INS)의 개발.

## CI

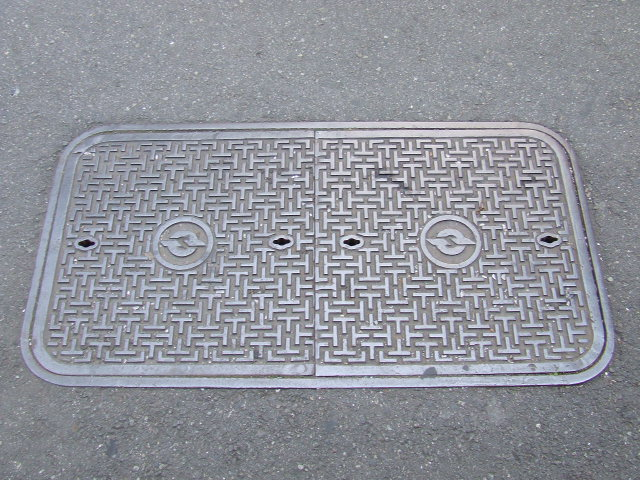
일본전신전화공사의 마크가 새겨진 맨홀 뚜껑

일본전신전화공사의 공식 마크(공사장)는 「전보(Telegraph)와 전화(Telephone)」의 머리 글자의 2개의 T로 원을 만들어,중앙에 서비스(Service)의 머리 글자 S를 자리잡아 디자인한 것이었다. 일본 국토지리원 제정 전화국의 지도 기호에도 사용되었지만, 민영화 다음 해인 1986년에 폐지되었다.

## 같이 보기
- 류큐전신전화공사
- 사자에상 - 이 작품의 캐릭터가 등장하는 광고를 1981년에 방송하고 있었다(설정이 텔레비전 애니메이션판과 약간 차이가 났다).
- NTT 그룹
- 전화카드
- 캡틴 비디오텍스